# (6728) 1991 UM
1991 يو أم (ويعرف أيضًا باسم (6728) 1991 يو أم وفق تسمية الكوكب الصغير) (بالإنجليزية: 1991 UM)‏ هو كويكب ضمن حزام الكويكبات؛ وترتيبه 6728 من حيث الاكتشاف.
اكتُشف هذا الجُرم الفلكي بواسطة هيروشي كانيدا في 18 أكتوبر 1991.

## وصلات خارجية
- (6728) 1991 UM في قاعدة بيانات مختبر الدفع النفاث لأجرام النظام الشمسي الصغيرة

- الاكتشاف · مخطط المدار ·  العناصر المدارية · المعلمات المادية

- (6728) 1991 UM على موقع ويكي سكاي: DSS2, SDSS, GALEX, IRAS, Hydrogen α, X-Ray, Astrophoto, Sky Map, Articles and images